# Exèrcit Revolucionari Armeni
L'Exèrcit Revolucionari Armeni (Հայ հեղափոխական բանակ en armeni) (ERA) fou una organització armènia que realitzà, com a mínim, set atacs, causant 6 morts i 8 ferits, entre el 1970 i el 1985. El grup es va responsabilitzar de l'assalt a l'ambaixada turca de Lisboa i de l'assalt a l'ambaixada turca d'Ottawa.
Es considera que l'Exèrcit Revolucionari Armeni és la continuació dels "Commandos Justícia contra el Genocidi Armeni" (CJGA) sota un nom diferent. Com que el CJGA havia deixat de responsabilitzar-se dels assalts en comunicats diversos a partir del 1983, fou l'Exèrcit Revolucionari el que seguí amb les activitats militars.
El primer atac reivindicat per l'ERA succeí el 1970, quan els seus membres van posar una bomba en una llibreria de Lisboa, a Portugal. No obstant, la següent acció violenta del grup no es realitzà fins al 1983, quan Dursun Aksoy, un administratiu de l'ambaixada turca de Brussel·les, fou assassinat. Alguns experts van posar en dubte que els militants darrere de la bomba de 1970 poguessin ser els mateixos de l'actual ERA.
La seva última acció violenta fou el 1985.
Els diaris afiliats a la Federació Revolucionària Armènia (FRA) van publicar els comunicats de l'ERA, així com articles que donaven suport a les seves reclamacions.